# Angelina Amico
Angelina Amico, Angelina Kati Domenica Iren Amico, född 4 mars 1963 i Nacka, är en svensk barnskådespelare. Hade rollen som Rosa i Katitzi. Angelina Amico är en av sex systrar i Stockholm och uppvuxen i bland annat Henriksdal. Moder Adele Amico, från Italien, och fader Fardi "Geor" Demeter, svensk rom och kusin med Katarina Taikon (som skrev böckerna om Katitzi). Hon var under sju år förlovad med Kjell Bergqvist.  Från ett senare förhållande har hon en son född 1996. Angelina Amico är utbildad ekonom.

## Filmografi (komplett)
- 1979 – Katitzi - Rosa

### Webbkällor
- Angelina Amico på Svensk Filmdatabas
- Angelina Amico på Internet Movie Database (engelska) (engelska)